# Громадська телекомпанія Вірменії
Громадська телекомпанія Вірменії (вірм. Հայաստանի Հանրային Հեռուստաընկերություն, трансліт. Hayastani Hanrayin Herrustaynkerut'yun; 1TV), також відома як AMPTV або ARMTV — вірменський суспільний мовник, заснований у 1956 році.

## Історія

### Перші роки
29 листопада 1956 року, вийшла перша програма вірменського телебачення.
Офіційне відкриття вірменського телебачення відбулося 9 лютого 1957 року, коли в ефір почали виходити регулярні програми. Пізніше того ж року, 6 серпня, вийшла перша програма новин під назвою «Новини тижня». У лютому 1958 року програма новин стала періодичною, в результаті чого була створена редакція новин.
13 жовтня 1957 року був утворений Державний комітет з програм радіо і телебачення при Раді Міністрів Вірменської Радянської Соціалістичної Республіки.  Постановою Верховної Ради СРСР від грудня 1970 року Державний комітет радіомовлення і телебачення було перейменовано у Всесоюзний республіканський державний комітет телебачення і радіомовлення.

### Після розпаду СРСР
Коли в 1990 році політична влада почала змінюватися, тодішній прем’єр-міністр Вазген Манукян призначив Генріка Ованесяна головою Державного департаменту телебачення і радіопрограм. Він розпочав реформування вірменського телебачення, як змістовно, так і структурно.
21 вересня 1991 року Вірменія проголосила незалежність. Через місяць президент країни підписав закон «Про Засоби Масової Інформації». Вперше у Вірменії інформаційна система отримала можливість розвиватися у вільному та сприятливому середовищі. На вірменському телебаченні переважали свобода слова і суто національна пропаганда.
Економічна криза в країні серйозно вплинула на роботу Національного телебачення. Місткість була значно скорочена, а кількість глядачів зменшилася. За даними на листопад–грудень 1993 року статистична телеаудиторія становила 27,4%.
У листопаді 1996 року урочисто відзначили 40-річчя вірменського телебачення. Національне телебачення продовжувало з великими труднощами зберігати те, що було створено за минулі роки. Основну частину програм становили розважально-гумористичні програми.
У 2000 році телебачення було реструктуризовано та отримало назву Громадська телекомпанія. Законодавство країни того часу вимагало від «Вірменія 1» транслювати всі іноземні фільми та серіали, дубльовані вірменською мовою. Лише у 2005 році мовні вимоги були підвищені.
У 2005 році перед Суспільним телебаченням Вірменії відкрилися нові шляхи і перспективи. Суспільне телебачення і радіо Вірменії були визнані повноправними членами Європейського мовного союзу. Ставши активним членом ЄМС, Вірменія отримала право брати участь у Пісенному конкурсі «Євробачення», який за 50 років вже став улюбленою подією для європейців.
13 вересня 2016 року канал перейшов на HD-мовлення.

## Керівництво
- Нерсес Каграманов: Директор Вірменського телебачення (1956–1960)
- Марат Мартіносян: Перший креативний директор Вірменського телебачення (1956–1964), Директор Вірменського телебачення (1966–1971)

### Голова Держкомітету
- Джон Кіракосян (1966–1969)
- Мавр Давтян (1969–1970)
- Степан Погосян (1970–1988)
- Емануїл Араксман-Манукян (1988–1990)
- Генрік Ованесян (1990–1991)

### Глава Державного департаменту
- Самвел Геворгян (1991–1993)
- Тигран Акопян (1993–1995)

### Виконавчі директори
- Роберт Мавісакалян (1995–1996)
- Перч Степанян (1996–1997)
- Гамлет Гаспарян (1997–1998)
- Тигран Нагдалян (1998–2000)
- Армен Арзуманян (2001–2010)
- Гагік Буніатян (2010–2013)
- Маргарита Григорян (2013–2020)
- Ованес Мовсісян (2020–нині)

## Логотипи

1997–2013
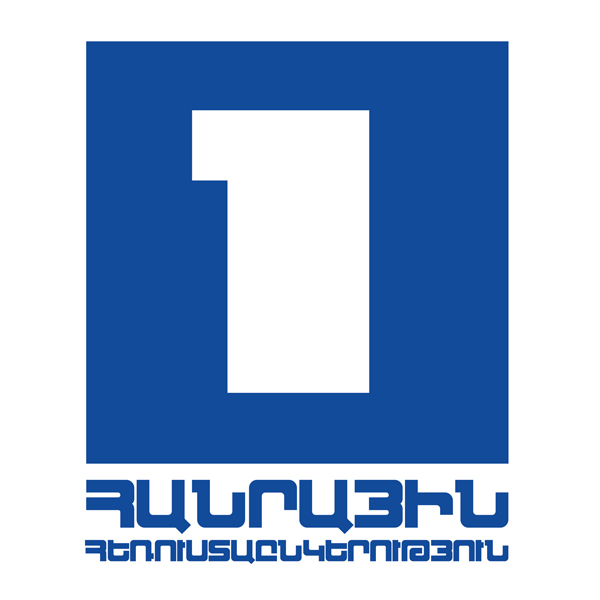
2013-2021
з 2021 року